# Daulet Turlyjanov
Daulet Bolatovich Turlyjanov –en kazajo, Дәулет Болатұлы Тұрлыханов; en ruso, Даулет Болатович Турлыханов– (Gueorguiyevka, 18 de noviembre de 1963) es un deportista kazajo que compitió para la Unión Soviética en lucha grecorromana.
Participó en tres Juegos Olímpicos de Verano, obteniendo en total dos medallas, plata en Seúl 1988 y bronce en Barcelona 1992, y el cuarto lugar en Atlanta 1996.
Ganó tres medallas en el Campeonato Mundial de Lucha entre los años 1987 y 1993, y una medalla de oro en el Campeonato Europeo de Lucha de 1987.

## Palmarés internacional
| Representando a la URSS           |                            |                   |           |
| Juegos Olímpicos                  |                            |                   |           |
| Año                               | Lugar                      | Medalla           | Categoría |
| 1988                              | Seúl (Corea del Sur)       | Medalla de plata  | 74 kg     |
| Campeonato Mundial                |                            |                   |           |
| Año                               | Lugar                      | Medalla           | Categoría |
| 1987                              | Clermont-Ferrand (Francia) | Medalla de bronce | 74 kg     |
| 1989                              | Martigny (Suiza)           | Medalla de oro    | 74 kg     |
| Campeonato Europeo                |                            |                   |           |
| Año                               | Lugar                      | Medalla           | Categoría |
| 1987                              | Tampere (Finlandia)        | Medalla de oro    | 74 kg     |
| Representando al Equipo Unificado |                            |                   |           |
| Juegos Olímpicos                  |                            |                   |           |
| Año                               | Lugar                      | Medalla           | Categoría |
| 1992                              | Barcelona (España)         | Medalla de bronce | 82 kg     |
| Representando a Kazajistán        |                            |                   |           |
| Campeonato Mundial                |                            |                   |           |
| Año                               | Lugar                      | Medalla           | Categoría |
| 1993                              | Estocolmo (Suecia)         | Medalla de plata  | 82 kg     |